# Lucrezia Meier-Schatz
Lucrezia Meier-Schatz, née le 4 janvier 1952 au Locle (originaire de Tartar), est une personnalité politique suisse du canton de Saint-Gall, membre du Parti démocrate chrétien (PDC).
Elle siège au Conseil national de fin 1999 à fin 2015.

## Biographie
Lucrezia Meier-Schatz naît Lucrezia Schatz le 4 janvier 1952 au Locle, dans le canton de Neuchâtel. Elle est originaire de Tartar, dans le canton des Grisons.
Elle vit dans le canton de Neuchâtel pendant les 25 premières années de sa vie. Elle fait des études de sciences politiques aux universités de Neuchâtel et de Berkeley, jusqu'à obtenir un doctorat. Avant son séjour aux États-Unis, elle travaille comme politologue pour le secrétariat général du PDC.
Elle est secrétaire générale de l'association faîtière des organisations familiales suisses, Pro Familia, de 1990 à 2015.
Elle est divorcée de Christian J. Meier, professeur de droit à l'Université de Saint-Gall et avocat, et mère de deux enfants. Elle habite à Sankt Peterzell, dans le district saint-gallois de Toggenburg, depuis 1990.

## Parcours politique
Elle préside le PDC du canton de Saint-Gall d'août 1996 à août 2004,.
Elle est élue au Conseil national en octobre 1999 et réélue à trois reprises. Elle siège à la Commission de l'économie et des redevances (CER) et, de 2003 à 2007, à la Commission de gestion (CdG), où elle préside la sous-commission chargée d'enquêter sur l'affaire Roschacher. Accusée par l'UDC d'avoir orchestré des fuites dans cette enquête, elle est placée sous protection policière,. Elle se retire quelques mois plus tard de la CdG après avoir reconnu des erreurs de communication, officiellement en raison d'une nouvelle règle de son parti l'empêchant de cumuler deux commissions d'envergure.
Pressentie en 2001 pour succéder à Adalbert Durrer à la tête du PDC suisse, elle renonce à se porter candidate alors que le Sonntagsblick reparle des écarts conjugaux de son mari, ce qui donne lieu à des débats dans la presse sur le rôle joué par la presse de boulevard, la séparation entre le privé et le politique et la place des femmes en politique,,,,,,.
Candidate au gouvernement saint-gallois en 2008, elle doit se retirer au second tour après avoir été largement devancée au premier par le candidat de l'UDC Stefan Kölliker.

### Positionnement politique
Elle est proche de l'aile chrétienne sociale de son parti, défendant des positions sociales et centristes. Elle se qualifie elle-même de « libérale et sociale ».
Elle est spécialisée dans les questions familiales.